# Aleksandr Muzychenko
Aleksandr Muzychenko (en ruso: Александр Мужиченко; Omsk, URSS, 7 de mayo de 1955) es un deportista soviético que compitió en vela en la clase Star.
Participó en los Juegos Olímpicos de Moscú 1980, obteniendo una medalla de oro en la clase Star. Ganó tres medallas en el Campeonato Europeo de Star entre los años 1977 y 1980.

## Palmarés internacional
| Juegos Olímpicos   | Juegos Olímpicos        | Juegos Olímpicos  | Juegos Olímpicos |
| Año                | Lugar                   | Medalla           | Clase            |
| ------------------ | ----------------------- | ----------------- | ---------------- |
| 1980               | Moscú (URSS)            | Medalla de oro    | Star             |
| Campeonato Europeo |                         |                   |                  |
| Año                | Lugar                   | Medalla           | Clase            |
| 1977               | Riva del Garda (Italia) | Medalla de bronce | Star             |
| 1979               | ND                      | Medalla de oro    | Star             |
| 1980               | La Rochelle (Francia)   | Medalla de plata  | Star             |